# Червоне (Перекопський район)
Черво́не (до 1948 року — Тата́р-Акше́йх, крим. Tatar Aqşeyh, تاتار آقشیخ) — село Перекопського району Автономної Республіки Крим. Розташоване у центрі району.
Відстань від райцентру до населеного пункта становить 29 кілометрів по прямій.
У 2023 році у проєкті Постанови Верховної Ради України «Про перейменування деяких населених пунктів Автономної Республіки Крим» село запропоновано перейменувати на Акшейх Татарський.

## Населення
Згідно з переписом УРСР 1989 року чисельність наявного населення села становила 82 особи, з яких 38 чоловіків та 44 жінки.
За переписом населення України 2001 року в селі мешкало 50 осіб.

### Мова
Розподіл населення за рідною мовою за даними перепису 2001 року:
| Мова              | Відсоток |
| ----------------- | -------- |
| кримськотатарська | 60,00 %  |
| російська         | 32,00 %  |
| українська        | 8,00 %   |